# Channel Five
5 (cunoscut anterior ca Channel Five și Five) este un canal de televiziune public britanic de difuzare gratuită deținut și operat de Channel 5 Broadcasting Limited, o filială deținută în totalitate de Paramount Global prin divizia Paramount Networks UK & Australia. A fost lansat pe 30 martie 1997 pentru a oferi un al cincilea canal terestru național în Regatul Unit. 
Channel 5 a fost redenumit Five, din 16 septembrie 2002 până la 13 februarie 2011. Majoritatea acestuia a fost sub deținerea RTL Group cu Richard Desmond cumpărând canalul pe 23 iulie 2010 și revenind la numele original. Pe 11 august 2010, Desmond a confirmat restaurarea numelui original folosit din 1997 până în 2002. Pe 1 mai 2014, canalul a fost cumpărat de Viacom (acum Paramount Global) pentru 450 de milioane de £ (759 de milioane de $).
Este un canal de divertisment general care prezintă programe comandate intern, cum ar fi The Drowning, Toate viețuitoarele mari și mici and Ben Fogle: New Lives in the Wild. Canalul s-a bazat și pe importuri din Statele Unite, inclusiv franciza CSI, franciza NCIS, primele trei seriale din franciza Lege și ordine, Power Rangers, În mintea criminalului, Autopsia crimei, Once Upon a Time, Dallas, Under the Dome și sitcomul Prietenii tăi.